# Fonscochlea zeidleri
Fonscochlea zeidleri là một loài ốc nước ngọt cỡ nhỏ, động vật thân mềm chân bụng có mài sống trong môi trường nước ngọt trong họ Hydrobiidae. Đây là loài đặc hữu của Úc.